# Racoșei, Vînohradiv
Racoșei (în ucraineană Горбки, transliterat: Horbkî, în maghiară Rákospatak) este un sat în comuna Vereațea din raionul Vînohradiv, regiunea Transcarpatia, Ucraina.

## Demografie
Componența lingvistică a localității Racoșei
     Ucraineană (99,84%)
     Alte limbi (0,16%)
Conform recensământului din 2001, majoritatea populației localității Racoșei era vorbitoare de ucraineană (99,84%), existând în minoritate și vorbitori de alte limbi.